# Josef Tondra
Josef Tondra (6. března 1948 – 24. prosince 2020) byl český fotbalista, záložník. S fotbalem začínal ve svém rodišti FK Hanušovice.

## Fotbalová kariéra
V československé lize hrál ligu za Baník Ostrava. Nastoupil ve 116 ligových urkáních a dal 10 gólů. Získal ligový titul v roce 1976 s Baníkem Ostrava. V nižších soutěžích hrál i za VOKD Poruba. V Poháru vítězů pohárů nastoupil ve 4 utkáních a dal 1 gól a v Poháru UEFA nastoupil v 5 utkáních.

## Ligová bilance
| Ročník                                   | Zápasy | Góly | Klub          |
| ---------------------------------------- | ------ | ---- | ------------- |
| 1. československá fotbalová liga 1971/72 | 26     | 4    | Baník Ostrava |
| 1. československá fotbalová liga 1972/73 | 5      | 0    | Baník Ostrava |
| 1. československá fotbalová liga 1973/74 | 26     | 6    | Baník Ostrava |
| 1. československá fotbalová liga 1974/75 | 27     | 0    | Baník Ostrava |
| 1. československá fotbalová liga 1975/76 | 26     | 0    | Baník Ostrava |
| 1. československá fotbalová liga 1976/77 | 6      | 0    | Baník Ostrava |
| Česká národní fotbalová liga 1978/79     | -      | -    | VOKD Poruba   |
| Česká národní fotbalová liga 1981/82     | 10     | 0    | VOKD Poruba   |
| CELKEM 1. liga                           | 116    | 10   |               |